# 乌杰
乌杰（1935年12月—），男，内蒙古呼和浩特人，中华人民共和国政治人物。乌兰夫之子。首次提出并确立了邓小平思想的科学体系。

## 生平
1946年参加工作。1954年至1960年，留学于苏联列宁格勒化工学院工程物理系，专业为工程物理。1960年至1980年，分别在二机部、内蒙古、中科院工作。1980年至1982年，在美国进修管理科学。1983年后，任赤峰市副市长、包头市市长。1989年9月至1993年1月，担任山西省副省长。1993年，任国家体改委副主任，第八届全国人大代表。